# Cerros de Huaycán
Cerros de Huaycán son montañas del Perú. Se encuentra en la región de Lima, en la parte suroeste del país, a 23 km al este de Lima, la capital del país.